# Lakatos István (író)
Lakatos István (Bicske, 1927. április 26. – Budapest, 2002. május 6.) Kossuth-díjas magyar költő, író, műfordító, szerkesztő, a Digitális Irodalmi Akadémia alapító tagja.

## Életpályája
Családja nemzedékeken keresztül Zalaegerszegen élt, édesapja a jómódú bankigazgató elköltözött, de mindvégig megtartotta a városhoz fűződő kapcsolatát. A gimnázium első 6 évfolyamát Tatán, az utolsó kettőt Zalaegerszegen egyházi iskolában végezte, végül 1945-ben Budapesten érettségizett. Költeményei már 1947-től megjelentek a Válasz, az Újhold, a Magyarok, a Sorsunk és más folyóiratok hasábjain. Egyetemi diplomáját Budapesten szerezte 1949-ben a Pázmány Péter Tudományegyetem bölcsész szakán , még ebben az évben Baumgarten-díjat kap, mindössze 22 évesen. 1954-ben megalapította a Bessenyei-kört. 1955-ben a Petőfi Kör vezetőségi tagja, 1956-1957-ben a Magyar Írók Szövetségének elnökségi tagja. 1957-ben az Igazság című napilapban megjelent írásai miatt letartóztatták, 1959-ben szabadult a börtönből. 1986-ban Lengyel Balázzsal és Nemes Nagy Ágnessel megindította az Újhold-évkönyv sorozatát. 1986 után vállalt újra tisztségeket az Írószövetségben. 1992-ben a Széchenyi Irodalmi és Művészeti Akadémia alapító tagja lett. 1994-1996 között a Magyar Könyv Alapítvány elnöke volt. Pártonkívüliként 1994-ben és 1998-ban az SZDSZ országgyűlési képviselőjelöltje volt, de még ebben az évben nyilvánosan elhatárolódott a párt nemzet- és kultúrpolitikájától, csalódottan visszavonult a közélettől.

## Munkássága
Legjelentősebb műfordítóink és költőink közé tartozott, elsősorban latin (Vergilius, Horatius) és olasz (Ariosto, Tasso) költők életművének fordítása szerzett számára megbecsülést, de fordított más latin, olasz, német (Goethe) költőket is, részleteket a Mahábháratából, a Rámájanából. Élete utolsó évtizedeiben saját versei, prózai írásai is gyakrabban megjelentek. Műveinek legteljesebb gyűjteménye Paradicsomkert összegyűjtött versek és szépprózai írások címmel, 1993-ban jelent meg, ebben találhatók Zalaegerszeggel kapcsolatos írásai is.

## Művei
- A pokol tornácán és egyéb kisebb költemények; Dante, Bp., 1949
- Évezredek eposzai; vál., szerk., bev., tan. Lakatos István; Móra, Bp., 1970 (A világirodalom gyöngyszemei)
- Egy szenvedély képei; Szépirodalmi, Bp., 1972
- A magyar Vergilius-fordításokról (1973)
- Írás a porban; Szépirodalmi, Bp., 1981
- Kék pille. Új és régebbi versek; Megyei Könyvtár, Békéscsaba, 1982
- Ugyan miféle kutya ez? Fejezetek egy önéletrajzból; Megyei Könyvtár, Békéscsaba, 1984
- A sötétség virágai. Vers és próza; Szépirodalmi, Bp., 1987
- Határ Győző: Irodalomtörténet; vál., szerk. Lakatos István; Tevan, Békéscsaba, 1991
- 21 vers; Belvárosi, Bp., 1993 (Borostyán-könyvek)
- Paradicsomkert. Összegyűjtött versek és szépprózai munkák; Tevan, Békéscsaba, 1993 (Lakatos István művei)
- Hét évszázad magyar költői (Kovács Sándor Ivánnal és Németh G. Bélával) (1996)
- Kései megperzselődés. Új versek és egy régebbi, kísérő tanulmányokkal, bibliográfiával; Magyar Írószövetség–Belvárosi, Bp., 1999 (Bibliotheca Hungarica)

## Műfordításai
- P. Vergilius Maro: Aeneis (1962)
- Vergilius Eclogái (1963)
- Mahábhárata - Rámájana (1964)
- Vergilius összes művei (1967)
- P. Vergilius Maro: Georgica (1981)
- A Magasztos szózata. Bhagavad-gítá; szanszkrit eredetiből magyar prózára ford., utószó, jegyz. Vekerdi József, ford. Lakatos István; Európa, Bp., 1987
- Szanszkrit líra (Vekerdi Józseffel, 1988)
- Mahábhárata-fordítások; Tevan, Békéscsaba, 1998 (Lakatos István művei)

## Díjai, kitüntetései
- Baumgarten-díj (1949)
- Az Európa Könyvkiadó Nívódíja (1968, 1988)
- A Magyar Rádió és a Magyar Televízió Nívódíja (1973)
- A Szépirodalmi Könyvkiadó Nívódíja (1982)
- A Művészeti Alap Irodalmi Díja (1982)
- Robert Graves-díj (1982)
- József Attila-díj (1983)
- Déry Tibor-díj (1985)
- Az 56-os Forradalom Emlékérme (1991)
- A Soros Alapítvány Életműdíja (1992)
- A Magyar Köztársasági Érdemrend tisztikeresztje (1993)
- Kossuth-díj (1995)
- az Év Könyve-díj (2000)